# Décès en décembre 2024
Décès
- 2020
- 2021
- 2022
- 2023
- 2024
- 2025
- 2026
- 2027
- 2028

Pour une information complémentaire, voir la page d'aide.

| Date              | Nom                          | Activités | Âge   | Source |
| ----------------- | ---------------------------- | --- | ----- | ------ |
| 31 décembre       | Angelo Amato                 | Cardinal italien. | 86    | (en)   |
| 31 décembre       | Tom Johnson                  | Compositeur franco-américain. | 85    | (en)   |
| 31 décembre       | Jacqueline Lorthiois         | Urbaniste et socio-économiste française. | 78    |        |
| 31 décembre       | Buddy MacKay                 | Homme politique américain. | 91    | (en)   |
| 31 décembre       | Nahit Menteşe                | Homme politique turc. | 92    | (tr)   |
| 31 décembre       | Nicolas Nova                 | Socio-anthropologue, chercheur, enseignant et commissaire d'exposition franco-suisse.                                                           | 47    |        |
| 31 décembre       | Roger Pratt                  | Directeur de la photographie anglais. | 77    | (en)   |
| 31 décembre       | Arnold Rüütel                | Homme d'État estonien. | 96    | (et)   |
| 31 décembre       | Joseph Tarrab                | Critique d'art libanais. | 81    |        |
| 31 décembre       | Jocelyne Wildenstein         | Mondaine suisse. | 79    |        |
| 30 décembre       | Jamshid ben Abdallah         | Monarque tanzanien, dernier sultan de Zanzibar.                                                                                                 | 95    | (ar)   |
| 30 décembre       | Wolfgang de Beer             | Footballeur allemand. | 60    | (de)   |
| 30 décembre       | John Capodice                | Acteur américain. | 83    | (en)   |
| 30 décembre       | Pippa Garner                 | Inventrice, photographe, performeuse et écrivaine américaine.                                                                                   | 82    | (en)   |
| 30 décembre       | Émile Idée                   | Coureur cycliste français. | 104   |        |
| 30 décembre       | Guennadi Kovaliov            | Biathlète international soviétique. | 79    | (ru)   |
| 30 décembre       | Pascal Lainé                 | Écrivain français. | 82    |        |
| 30 décembre       | Jorge Lanata                 | Journaliste et écrivain argentin. | 64    | (es)   |
| 30 décembre       | Adília Lopes                 | Poétesse, chroniqueuse et traductrice portugaise.                                                                                               | 64    | (pt)   |
| 30 décembre       | Pierre Nardi                 | Coureur cycliste français. | 94    |        |
| 30 décembre       | William Neil Eschmeyer       | Ichtyologiste américain. | 85    | (en)   |
| 30 décembre       | Gianni Savio                 | Dirigeant d'équipes cyclistes italien. | 76    |        |
| 30 décembre       | Hugo Sotil                   | Footballeur péruvien. | 75    |        |
| 30 décembre       | Fraser Stoddart              | Chimiste écossais. | 82    | (en)   |
| 29 décembre       | Ahmed Adawiya                | Chanteur égyptien. | 79    | (en)   |
| 29 décembre       | Gladys Afamado               | Sculptrice et poétesse uruguayenne. | 99    | (es)   |
| 29 décembre       | Marie-Claude Beaud           | Commissaire d'exposition et conservatrice de musée française.                                                                                   | 78    |        |
| 29 décembre       | Alekseï Bougaïev             | Footballeur russe. | 43    |        |
| 29 décembre       | Aaron Brown                  | Journaliste et animateur de télévision américain                                                                                                | 76    | (en)   |
| 29 décembre       | Jimmy Carter                 | Homme d'État américain, 39e président des États-Unis (1977-1981).                                                                               | 100   |        |
| 29 décembre       | Guy-Pierre Gautier           | Résistant français. | 100   |        |
| 29 décembre       | Joe Grech                    | Chanteur et compositeur maltais. | 90    | (en)   |
| 29 décembre       | Tomiko Itooka                | Supercentenaire japonaise, doyenne de l'humanité.                                                                                               | 116   | (en)   |
| 29 décembre       | Linda Lavin                  | Actrice américaine. | 87    |        |
| 29 décembre       | Dada Masilo                  | Danseuse, chorégraphe sud-africaine. | 39    |        |
| 29 décembre       | Oscar Schneider              | Homme politique allemand. | 97    | (de)   |
| 28 décembre       | Yolande Ardissone            | Artiste peintre française. | 97    |        |
| 28 décembre       | Jean-Claude Beauchaud        | Homme politique français. | 88    |        |
| 28 décembre       | Charles Dolan                | Entrepreneur américain. | 98    |        |
| 28 décembre       | Pierre-Sylvain Filliozat     | Indianiste, historien et universitaire français.                                                                                                | 88    |        |
| 28 décembre       | Marcel-Francis Kahn          | Médecin rhumatologue français. | 95    |        |
| 28 décembre       | Martin Karplus               | Chimiste théoricien, biophysicien et chimiste austro-américain.                                                                                 | 94    | (en)   |
| 28 décembre       | Émile Lejeune                | Footballeur international belge. | 86    |        |
| 28 décembre       | Barre Phillips               | Bassiste américain. | 90    | (en)   |
| 28 décembre       | Olivier Todd                 | Écrivain et journaliste français. | 95    |        |
| 28 décembre       | Peter Vail                   | Géologue et géophysicien américain. | 94    | (en)   |
| 27 décembre       | Daniele Bagnoli              | Entraîneur italien de volley-ball. | 71    | (it)   |
| 27 décembre       | Richard F. Colburn           | Homme politique américain. | 74    | (en)   |
| 27 décembre       | Gilles Defacque              | Clown, comédien et auteur français. | 79    |        |
| 27 décembre       | Milan Grobarcik              | Footballeur français. | 91    |        |
| 27 décembre       | Dayle Haddon                 | Mannequin et actrice canadienne. | 76    | (en)   |
| 27 décembre       | Olivia Hussey                | Actrice de cinéma britannique d'origine argentine.                                                                                              | 73    | (en)   |
| 27 décembre       | Juan Jaime                   | Joueur de baseball dominicain. | 37    |        |
| 27 décembre       | Lloyd Miller                 | Jazzman multi-instrumentiste d'avant-garde américain.                                                                                           | 86    | (en)   |
| 27 décembre       | Theodore Mittet              | Rameur d'aviron américain. | 83    | (en)   |
| 27 décembre       | Jean Grégoire Sagbo          | Agent immobilier et homme politique béninois puis russe.                                                                                        | 65    |        |
| 27 décembre       | Charles Shyer                | Scénariste, producteur et réalisateur américain.                                                                                                | 83    | (en)   |
| 27 décembre       | Ann Wylie                    | Botaniste néo-zélandaise. | 102   | (en)   |
| 26 décembre       | Esmeralda Amoedo             | Chanteuse portugaise de fado. | 99    | (pt)   |
| 26 décembre       | John B. Cobb                 | Théologien américain. | 99    | (en)   |
| 26 décembre       | René Joly                    | Accordéoniste, compositeur et arrangeur français.                                                                                               | 97    |        |
| 26 décembre       | Chisako Kakehi               | Tueuse en série japonaise. | 78    | (ja)   |
| 26 décembre       | Daniel Mathy                 | Footballeur puis entraîneur de football belge.                                                                                                  | 77    |        |
| 26 décembre       | Claude Pair                  | Mathématicien, informaticien et haut fonctionnaire français.                                                                                    | 90    |        |
| 26 décembre       | Praouda                      | Artiste béninois. | 34    |        |
| 26 décembre       | Gérald Schaller              | Homme politique suisse. | 70    |        |
| 26 décembre       | Manmohan Singh               | Homme d'État indien. | 92    | (en)   |
| 26 décembre       | Konstantin Smeshko           | Commandant militaire russe. | 61    | (ru)   |
| 26 décembre       | François Szulman             | Peintre figuratif français. | 93    |        |
| 26 décembre       | Janet Wanja                  | Joueuse kényane de volley-ball. | 40    | (en)   |
| 26 décembre       | Geoff Wheel                  | Joueur gallois de rugby à XV. | 73    | (en)   |
| 25 décembre       | Hokuma Aliyeva               | Hôtesse de l'air azerbaïdjanaise. | 33    | (az)   |
| 25 décembre       | Ouanes Amor                  | Peintre franco-tunisien. | 88    |        |
| 25 décembre       | Paul Abine Ayah              | Juriste et homme politique camerounais. | 73/74 |        |
| 25 décembre       | Jax Dane                     | Catcheur américain. | 48    | (en)   |
| 25 décembre       | Jacques Diebold              | Footballeur français. | 90    |        |
| 25 décembre       | Claude Emmanuel Eta-Onka     | Militaire, homme politique et écrivain congolais.                                                                                               | 78    |        |
| 25 décembre       | Eric Hänni                   | Judoka suisse, médaille d'argent aux Jeux olympiques de Tokyo dans la catégorie moins de 68 kg.                                                 | 86    |        |
| 25 décembre       | Jean-Pierre Lacroix          | Haut fonctionnaire français. | 82    |        |
| 25 décembre       | Carlos Pedroso               | Escrimeur cubain, médaillé de bronze aux Jeux olympiques d'été de 2000.                                                                         | 57    | (en)   |
| 25 décembre       | Bapsi Sidhwa                 | Écrivaine américano-pakistanaise. | 86    | (en)   |
| 25 décembre       | Osamu Suzuki                 | Industriel japonais. | 94    |        |
| 24 décembre       | Adji                         | Chanteuse burkinabè. | 44    |        |
| 24 décembre       | Saleh Deby Itno              | Militaire tchadien. |       |        |
| 24 décembre       | Alfredo Fiorito              | Musicien argentin. | 71    | (en)   |
| 24 décembre       | Pascal Hervé                 | Coureur cycliste directeur sportif français. | 60    |        |
| 24 décembre       | Jianglin Li                  | Écrivaine et historienne chinoise. | 68    | (en)   |
| 24 décembre       | Richard Perry                | Producteur et musicien américain. | 82    |        |
| 23 décembre       | Pierre Beaufays              | Homme politique belge. | 81    |        |
| 23 décembre       | Shyam Benegal                | Réalisateur, producteur et scénariste indien.                                                                                                   | 90    | (en)   |
| 23 décembre       | Desi Bouterse                | Homme d'État surinamien. | 79    | (nl)   |
| 23 décembre       | Brian Freemantle             | Écrivain britannique, auteur de romans d'espionnage et d'essais sur les services de renseignements.                                             | 88    | (en)   |
| 23 décembre       | Catherine Chaillet           | Graphiste, styliste et designer française. | 91    |        |
| 23 décembre       | Gerardo Guevara              | Musicien équatorien. | 94    | (es)   |
| 23 décembre       | Sophie Hediger               | Snowboardeuse suisse. | 26    |        |
| 23 décembre       | Angus MacInnes               | Acteur canadien. | 77    | (en)   |
| 23 décembre       | Dalmacio Negro Pavón         | Professeur espagnol de sciences politiques et d'histoire des idées et membre de l'Académie royale espagnole des sciences morales et politiques. | 93    | (es)   |
| 23 décembre       | Mel Shapiro                  | Metteur en scène de théâtre, écrivain américain.                                                                                                | 89    | (en)   |
| 22 décembre       | Dieter Lindner               | Joueur de football allemand. | 85    | (en)   |
| 22 décembre       | Stuart Rice                  | Chimiste théoricien et physico-chimiste américain.                                                                                              | 92    | (en)   |
| 22 décembre       | Augusto Rollandin            | Vétérinaire et homme politique italien. | 75    | (it)   |
| 22 décembre       | Roze Stiebra                 | Animatrice et réalisatrice de films d'animation lettone.                                                                                        | 82    | (en)   |
| 21 décembre       | Catherine Aird               | Femme de lettres britannique, auteure de roman policier.                                                                                        | 94    | (en)   |
| 21 décembre       | Casey Chaos                  | Chanteur américain. | 59    | (en)   |
| 21 décembre       | Art Evans                    | Acteur américain. | 82    | (en)   |
| 21 décembre       | Hannelore Hoger              | Actrice allemande. | 82    | (en)   |
| 21 décembre       | Maïté                        | Restauratrice, autrice, animatrice de télévision française.                                                                                     | 86    |        |
| 21 décembre       | Willy Meysmans               | Sculpteur et céramiste belge. | 94    | (nl)   |
| 21 décembre       | Christian Sievert            | Acteur, compositeur, guitariste et chanteur danois.                                                                                             | 82    | (da)   |
| 20 décembre       | Tofiq Aghababayev            | Peintre soviétique puis azéri. | 96    | (en)   |
| 20 décembre       | A. F. Hassan Ariff           | Procureur général du Bangladesh bangladais. | 83    | (en)   |
| 20 décembre       | Jacqueline Bergeron          | Astronome française. | 82    |        |
| 20 décembre       | Sugar Pie DeSanto            | Chanteuse américaine. | 89    | (en)   |
| 20 décembre       | George Eastham               | Footballeur international britannique. | 88    | (en)   |
| 20 décembre       | John Erwin                   | Acteur américain. | 88    | (en)   |
| 20 décembre       | Rickey Henderson             | Joueur de base-ball américain. | 65    | (en)   |
| 20 décembre       | Thierry Jacob                | Boxeur français. | 59    |        |
| 20 décembre       | Kurt Laurenz Metzler         | Sculpteur et photographe suisse. | 83    |        |
| 20 décembre       | Rey Misterio, Sr.            | Catcheur mexicain. | 69    | (it)   |
| 20 décembre       | Bernardine do Régo           | Diplomate béninoise. | 87    |        |
| 20 décembre       | André Weinfeld               | Réalisateur, producteur, scénariste de cinéma et de télévision, journaliste et photographe franco-américain.                                    | 77    | (en)   |
| 20 décembre       | George Zebrowski             | Écrivain et éditeur américain. | 78    | (en)   |
| 19 décembre       | Miet Smet                    | Femme politique belge. | 81    |        |
| 19 décembre       | Eugène Enriquez              | Psychosociologue français. | 93    |        |
| 19 décembre       | Kazuo Iwamura                | Auteur de littérature pour la jeunesse japonais.                                                                                                | 85    |        |
| 19 décembre       | Michael Leunig               | Artiste australien. | 79    | (en)   |
| 19 décembre       | Barry N. Malzberg            | Écrivain et éditeur américain de science-fiction et heroic fantasy.                                                                             | 85    | (en)   |
| 19 décembre       | Federico Mayor Zaragoza      | Scientifique, politicien, diplomate, poète espagnol.                                                                                            | 90    | (es)   |
| 19 décembre       | Robert Paul                  | Patineur artistique canadien | 87    | (en)   |
| 19 décembre       | Didier Pineau-Valencienne    | Homme d'affaires et chef d'entreprise français.                                                                                                 | 93    |        |
| 19 décembre       | Paul Szabo                   | Comptable et homme politique canadien. | 76    | (en)   |
| 19 décembre       | Xie Fang                     | Actrice chinoise. | 89    | (zh)   |
| 19 décembre       | Tsuneo Watanabe              | Journaliste japonais. | 98    |        |
| 18 décembre       | Cosmas Michael Angkur        | Prélat catholique indonésien. | 87    | (it)   |
| 18 décembre       | Dietmar Constantini          | Footballeur autrichien. | 69    | (de)   |
| 18 décembre       | Carole Crawford              | Mannequin jamaïcain, Miss Monde 1963. | 81    | (en)   |
| 18 décembre       | Marie-Simone Jaudin          | Cycliste sur piste et sur route française. | 79    |        |
| 18 décembre       | Fred Lorenzen                | Pilote automobile américain. | 89    | (en)   |
| 18 décembre       | Jean-Pierre Marchand         | Géographe français spécialiste de la géographie physique.                                                                                       | 82    |        |
| 18 décembre       | John Marsden                 | Écrivain australien. | 74    | (en)   |
| 18 décembre       | Nicolas Morard               | Historien médiéviste et archiviste suisse. | 91    | [ 1 ]  |
| 18 décembre       | Hermes Phettberg             | Acteur, artiste, écrivain, et animateur de télévision autrichien.                                                                               | 72    | (de)   |
| 18 décembre       | Colin Rourke                 | Mathématicien et enseignant britannique. | 81    | (en)   |
| 18 décembre       | Zilia Sánchez                | Artiste peintre et sculptrice cubaine. | 96    | (en)   |
| 18 décembre       | Klaus Wolfermann             | Athlète ouest-allemand, champion aux Jeux olympiques d'été de 1972.                                                                             | 78    | (de)   |
| 17 décembre       | Jusèp Amiell Solè            | Prêtre et écrivain espagnol. | 94    | (ca)   |
| 17 décembre       | Gian Paolo Barbieri          | Photographe de mode italien. | 89    |        |
| 17 décembre       | Enric Bataller i Ruiz        | Homme politique espagnol. | 59    | (es)   |
| 17 décembre       | Jacques-Louis Binet          | Professeur d'université et médecin français. | 92    |        |
| 17 décembre       | Michel del Castillo          | Écrivain français. | 91    |        |
| 17 décembre       | Aigars Fadejevs              | Athlète letton, spécialiste de la marche, médaillé d'argent aux Jeux olympiques d'été de 2000.                                                  | 48    | (lv)   |
| 17 décembre       | Ludolf Herbst                | Historien allemand. | 81    | (de)   |
| 17 décembre       | Igor Kirillov                | Officier russe. | 54    |        |
| 17 décembre       | William Labov                | Linguiste américain. | 97    | (en)   |
| 17 décembre       | Marcel Marnat                | Musicologue, journaliste et producteur de radio français.                                                                                       | 91    |        |
| 17 décembre       | Marisa Paredes               | Actrice espagnole. | 78    |        |
| 17 décembre       | Colin Tilney                 | Claveciniste, pianofortiste et professeur britannique.                                                                                          | 91    | (en)   |
| 17 décembre       | Jānis Timma                  | Joueur letton de basket-ball. | 32    |        |
| 17 décembre       | Rik Van Looy                 | Coureur cycliste belge. | 90    |        |
| 16 décembre       | Anita Bryant                 | Chanteuse américaine. | 84    | (en)   |
| 16 décembre       | Roger Lissarrague            | Footballeur français. | 81    |        |
| 16 décembre       | Jean-Pierre Sabard           | Auteur-compositeur français. | 91    |        |
| 16 décembre       | Henri Simon                  | Militant marxiste français, partisan du communisme de conseils.                                                                                 | 102   |        |
| 16 décembre       | Yoshio Taniguchi             | Architecte japonais. | 93    |        |
| 16 décembre       | Dick Van Arsdale             | Basketteur puis entraîneur américain. | 81    | (en)   |
| 16 décembre       | Wittekind de Waldeck-Pyrmont | Prince et forestier allemand. | 88    | (de)   |
| 15 décembre       | Lorraine Diotte              | Nouvelliste, chansonnière et poétesse canadienne.                                                                                               | 95    |        |
| 15 décembre       | Rosalie Dubois               | Chanteuse française. | 92    |        |
| 15 décembre       | Pierre Estoup                | Magistrat français. | 98    |        |
| 15 décembre       | Zakir Hussain                | Percussionniste indien. | 73    |        |
| 15 décembre       | Lionel Manga                 | Écrivain, commissaire d'exposition et critique d'art camerounais.                                                                               | 69    |        |
| 15 décembre       | Ankaralı Turgut              | Chanteur turc. | 60/61 | (tr)   |
| 15 décembre       | Monique Vézina               | Femme politique et militante canadienne. | 89    |        |
| 15 décembre       | Rezki Zérarti                | Peintre algérien. | 86    |        |
| 14 décembre       | Isak Andic                   | Homme d'affaires espagnol d'origine turque. | 71    | (es)   |
| 14 décembre       | Israel Charny                | Historien israelo-américain. | 92/93 |        |
| 14 décembre       | Robert Cohen-Solal           | Musicien français. | 81    |        |
| 14 décembre       | Mircea Diaconu               | Acteur roumain. | 74    | (ro)   |
| 14 décembre       | Richard Easterlin            | Économiste américain. | 98    | (en)   |
| 14 décembre       | Silvino Francisco            | Joueur de snooker professionnel sud-africain.                                                                                                   | 78    | (en)   |
| 14 décembre       | John Spratt                  | Homme politique américain. | 82    | (en)   |
| 14 décembre       | Pierre Veya                  | Journaliste suisse. | 63    |        |
| 13 décembre       | Kevin Andrews                | Homme politique australien. | 69    | (en)   |
| 13 décembre       | Koko Ateba                   | Chanteuse et guitariste camerounaise. | 53    |        |
| 13 décembre       | Diane Delano                 | Actrice et chanteuse américaine. | 67    | (en)   |
| 13 décembre       | Charles Handy                | Économiste, manager et écrivain irlandais. | 92    | (en)   |
| 13 décembre       | Lorraine O'Grady             | Artiste, écrivaine, traductrice et critique musicale américaine.                                                                                | 90    | (en)   |
| 12 décembre       | Ernie Beck                   | Joueur américain professionnel de basket-ball.                                                                                                  | 93    | (en)   |
| 12 décembre       | Wolfgang Becker              | Cinéaste allemand. | 70    |        |
| 12 décembre       | Annelie Botes                | Écrivaine sud-africaine, de langue afrikaans.                                                                                                   | 67    | (af)   |
| 12 décembre       | Youcef Bouzidi               | Joueur puis entraîneur algérien de football. | 67    |        |
| 12 décembre       | Yvon Gattaz                  | Chef d'entreprise et homme d'affaires français.                                                                                                 | 99    |        |
| 12 décembre       | Dan Grecu                    | Gymnaste artistique roumain, médaillé de bronze aux Jeux olympiques d'été de 1976.                                                              | 74    | (ro)   |
| 12 décembre       | Fethi Haddaoui               | Acteur, réalisateur, scénariste, producteur tunisien.                                                                                           | 63    |        |
| 12 décembre       | Alberto Merlati              | Basketteur italien. | 81    | (it)   |
| 12 décembre       | Bill Mlkvy                   | Joueur de basket-ball américain. | 93    | (en)   |
| 12 décembre       | Jean-Marie Pallardy          | Réalisateur, acteur et producteur de cinéma français.                                                                                           | 84    |        |
| 12 décembre       | Amaury Pasos                 | Joueur brésilien de basket-ball, double médaillé de bronze olympique (1960, 1964).                                                              | 89    | (pt)   |
| 12 décembre       | Martial Solal                | Pianiste de jazz, compositeur, arrangeur et chef d'orchestre français.                                                                          | 97    |        |
| 12 décembre       | Tania Torrens                | Actrice française. | 79    |        |
| 12 décembre       | David Weatherley             | Acteur néo-zélandais d'origine anglaise. | 85    | (en)   |
| 11 décembre       | Hannes Androsch              | Homme politique et conseiller fiscal autrichien.                                                                                                | 86    | (en)   |
| 11 décembre       | Jean Balcou                  | Écrivain, philologue et historien de la littérature français.                                                                                   | 92    |        |
| 11 décembre       | David Bonderman              | Homme d'affaires américain. | 82    | (en)   |
| 11 décembre       | Marguerite Frank             | Mathématicienne franco-américaine, pionnière dans la théorie de l'optimisation convexe et de la programmation mathématique.                     | 97    | (en)   |
| 11 décembre       | Khalil Haqqani               | Homme politique afghan. | 58    | (en)   |
| 11 décembre       | Diether Kunerth              | Sculpteur et peintre allemand. | 84    | (de)   |
| 11 décembre       | Raina Luff                   | Juriste et éducatrice rwandaise. | 91    | (en)   |
| 11 décembre       | Michio Mamiya                | Compositeur japonais. | 95    | (en)   |
| 11 décembre       | Alain Pompidou               | Scientifique et homme politique français. | 82    |        |
| 11 décembre       | Albert Starr                 | Cardiologue américain. | 98    |        |
| 10 décembre       | Madeleine Arbour             | Peintre canadienne. | 101   |        |
| 10 décembre       | Josy Arens                   | Homme politique belge. | 72    |        |
| 10 décembre       | Rocky Colavito               | Joueur de baseball américain. | 91    | (en)   |
| 10 décembre       | Mahieddine Khalef            | Entraîneur de football algérien. | 80    |        |
| 10 décembre       | Somanahalli Mallaiah Krishna | Personnalité politique indienne. | 92    | (en)   |
| 10 décembre       | Bernard Schouler             | Universitaire français. | 91    |        |
| 10 décembre       | Lode Wils                    | Historien belge. | 95    | (nl)   |
| 9 décembre        | Gilles Calamand              | Écrivain français. | 75    |        |
| 9 décembre        | Nikki Giovanni               | Poète, essayiste, professeur d'université et militante Afro-américaine.                                                                         | 81    | (en)   |
| 9 décembre        | Gerd Heidemann               | Journaliste allemand. | 93    | (de)   |
| 9 décembre        | Roger Madec                  | Homme politique français. | 74    |        |
| 9 décembre        | Gérard-Raymond Morin         | Homme politique canadien. | 84    |        |
| 9 décembre        | Claude Riveline              | Économiste français. | 84    |        |
| 9 décembre        | Robert Sténuit               | Archéologue sous-marin, journaliste et écrivain belge.                                                                                          | 91    |        |
| 9 décembre        | Dalton Trevisan              | Écrivain brésilien. | 99    | (pt)   |
| 9 décembre        | Arnold Yarrow                | Acteur, scénariste et romancier britannique. | 104   | (en)   |
| 8 décembre        | Alain Fuchs                  | Chimiste et professeur franco-suisse. | 71    |        |
| 8 décembre        | Roberto Goméz                | Joueur dominicain de baseball. | 35    | (en)   |
| 8 décembre        | Şerif Gören                  | Réalisateur turc. | 80    | (tr)   |
| 8 décembre        | Arild Hiim                   | Homme politique norvégien. | 79    | (nl)   |
| 8 décembre        | Jill Jacobson                | Actrice américaine. | 70    | (en)   |
| 8 décembre        | Níkos Sargánis               | Footballeur international grec. | 70    | (en)   |
| 8 décembre        | Tom Voyce                    | Joueur britannique de rugby à XV. | 43    | (en)   |
| 8 décembre        | André Zysberg                | Historien français. | 77    |        |
| 7 décembre        | Doudou Adoula                | auteur-compositeur-interprète congolais. | 59    |        |
| 7 décembre        | Yevgeni Aleinikov            | Tireur sportif russe, médaillé de bronze aux Jeux olympiques d'été de 2000.                                                                     | 57    | (ru)   |
| 6 décembre        | Ángela Álvarez               | Autrice-compositrice-interprète cubaine. | 97    | (en)   |
| 6 décembre        | Rosemarie Bissonnette        | Écrivaine, chroniqueuse, dramaturge et journaliste canadienne.                                                                                  | 97    | (en)   |
| 6 décembre        | Andrew Boylan                | Homme politique britannique. | 85    | (en)   |
| 6 décembre        | Michel Fardeau               | Médecin et chercheur français. | 95    |        |
| 6 décembre        | Malcolm Le Grice             | Artiste vidéo professeur d'université britannique.                                                                                              | 84    | (it)   |
| 6 décembre        | Phelekezela Mphoko           | Homme d'État zimbabwéen. | 84    | (en)   |
| 6 décembre        | Miho Nakayama                | Actrice, chanteuse de J-pop et idole japonaise.                                                                                                 | 54    | (ja)   |
| 6 décembre        | Jean-Pierre Rioux            | Historien français, spécialiste de l'histoire contemporaine de la France.                                                                       | 85    |        |
| 6 décembre        | Dickie Rock                  | Chanteur irlandais. | 78    | (en)   |
| 6 décembre        | Stanisław Tym                | Acteur et metteur en scène polonais. | 87    | (pl)   |
| 5 décembre        | Michel Campiche              | Écrivain et historien suisse. | 102   |        |
| 5 décembre        | Martin Chevallaz             | Officier et homme politique suisse. | 76    |        |
| 5 décembre        | Hisham Kabbani               | Maître soufi et auteur libanais. | 79    | (ar)   |
| 5 décembre        | Jean-Luc Maxence             | Poète et éditeur français. | 78    |        |
| 5 décembre        | Miquel Morera i Darbra       | Combattant de la Guerre civile espagnole | 104   | (es)   |
| 5 décembre        | Jacques Roubaud              | Poète, écrivain et mathématicien français. | 92    |        |
| 5 décembre        | Evgueni Velikhov             | Physicien russe. | 89    | (ru)   |
| 4 décembre        | Francis Caballero            | Avocat français. | 84    |        |
| 4 décembre        | Olivier Chavarot             | Réalisateur et scénariste français. | 66    |        |
| 4 décembre        | Lucien Kassi-Kouadio         | Footballeur international ivoirien. | 60    |        |
| 4 décembre        | Jacqueline Picoche           | Linguiste française. | 96    |        |
| 4 décembre        | Gérard Prémel                | Sociologue, écrivain et poète français. | 92    |        |
| 4 décembre        | Birgitte de Suède            | Princesse de Suède. | 87    | (sv)   |
| 4 décembre        | Brian Thompson               | Homme d'affaires américain. | 50    |        |
| 4 décembre        | Jean-Didier Vincent          | Neurobiologiste et neuropsychiatre français. | 89    |        |
| 4 décembre        | Timo Vormala                 | Architecte finlandais. | 82    | (fi)   |
| 3 décembre        | Henri Borlant                | Médecin survivant de la Shoah français. | 97    |        |
| 3 décembre        | Denis Brihat                 | Photographe français. | 96    |        |
| 3 décembre        | Victor George                | Poète belge de langue wallonne. | 87    |        |
| 3 décembre        | Catherine Lévy               | Sociologue française, chercheuse au CNRS. | 82    |        |
| 3 décembre        | Ecaterina Oancia             | Rameuse roumaine, championne olympique (1984) puis médaillée d'argent et de bronze (1988).                                                      | 70    | (ro)   |
| 2 décembre        | Lucjan Brychczy              | Footballeur puis entraîneur international polonais.                                                                                             | 90    | (pl)   |
| 2 décembre        | Louise Cotnoir               | Poète, dramaturge et nouvelliste canadienne. | 75    |        |
| 2 décembre        | Helmut Duckadam              | Footballeur international roumain. | 65    |        |
| 2 décembre        | Neale Fraser                 | Joueur de tennis australien. | 91    | (en)   |
| 2 décembre        | Jacques Le Berre             | Judoka français. | 87    |        |
| 2 décembre        | Paul Maslansky               | Producteur de film américain. | 91    | (en)   |
| 2 décembre        | Don Ohl                      | Joueur américain de basket-ball. | 88    | (en)   |
| 2 décembre        | Giovanni Sabbatucci          | Historien et journaliste italien. | 80    | (it)   |
| 2 décembre        | Israel Vázquez               | Boxeur mexicain. | 46    | (en)   |
| 1er décembre      | Vinci Vogue Anžlovar         | Réalisateur, acteur et compositeur slovène. | 61    | (sl)   |
| 1er décembre      | Niels Arestrup               | Acteur français. | 75    |        |
| 1er décembre      | Jacques Barsamian            | Journaliste français. | 81    |        |
| 1er décembre      | Alioune Badara Bèye          | Écrivain sénégalais. | 79    |        |
| 1er décembre      | Crescenzo D'Amore            | Coureur cycliste italien. | 45    | (it)   |
| 1er décembre      | Terry Griffiths              | Joueur de snooker gallois. | 77    | (en)   |
| 1er décembre      | Tsuruhiko Kiuchi             | Astronome amateur japonais. | 70    | (ja)   |
| 1er décembre      | Gustave Maeder               | Designer suisse. | 97    |        |
| 1er décembre      | Raj Manchanda                | Joueur indien de squash. | 79    | (en)   |
| 1er décembre      | Jacques Panciatici           | Pilote de rallye français. | 76    |        |
| 1er décembre      | Rosalie Wilkins              | Femme politique britannique. | 78    | (en)   |
| 1er décembre      | Ilke Wyludda                 | Athlète de lancers de disques allemande, championne olympique aux Jeux olympiques d'été de 1996.                                                | 55    | (de)   |
| date indéterminée | Ronald Brown                 | Mathématicien anglais. | 77    | (en)   |